# Latady Mountains
Latady Mountains – pasmo górskie na zachód od Gardner Inlet pomiędzy lodowcami Wetmore Glacier i Ketchum Glacier w południowo-wschodniej Ziemi Palmera w południowej części Półwyspu Antarktycznego.
Latady Mountains wznoszą się do 1700 m i obejmują: Mount Aaron, McLaughlin Peak, Mount Robertson, Crain Ridge, Mount Wood, Mount Hyatt, Mount Terrazas i Schmitt Mesa . 
Zostały odkryte w trakcie ekspedycji badawczej Finna Ronne (1899–1980) (ang. Ronne Antarctic Research Expedition (RARE)). Częściowo zbadane przez FIDS-RARE ze Stonington Island w grudniu 1947 roku. Sfotografowane z lotu ptaka w latach 1965–1967 i zmapowane przez United States Geological Survey.
Nazwane na cześć Williama Latady’ego, fotografa RARE.   